# Romuva (svatyně)

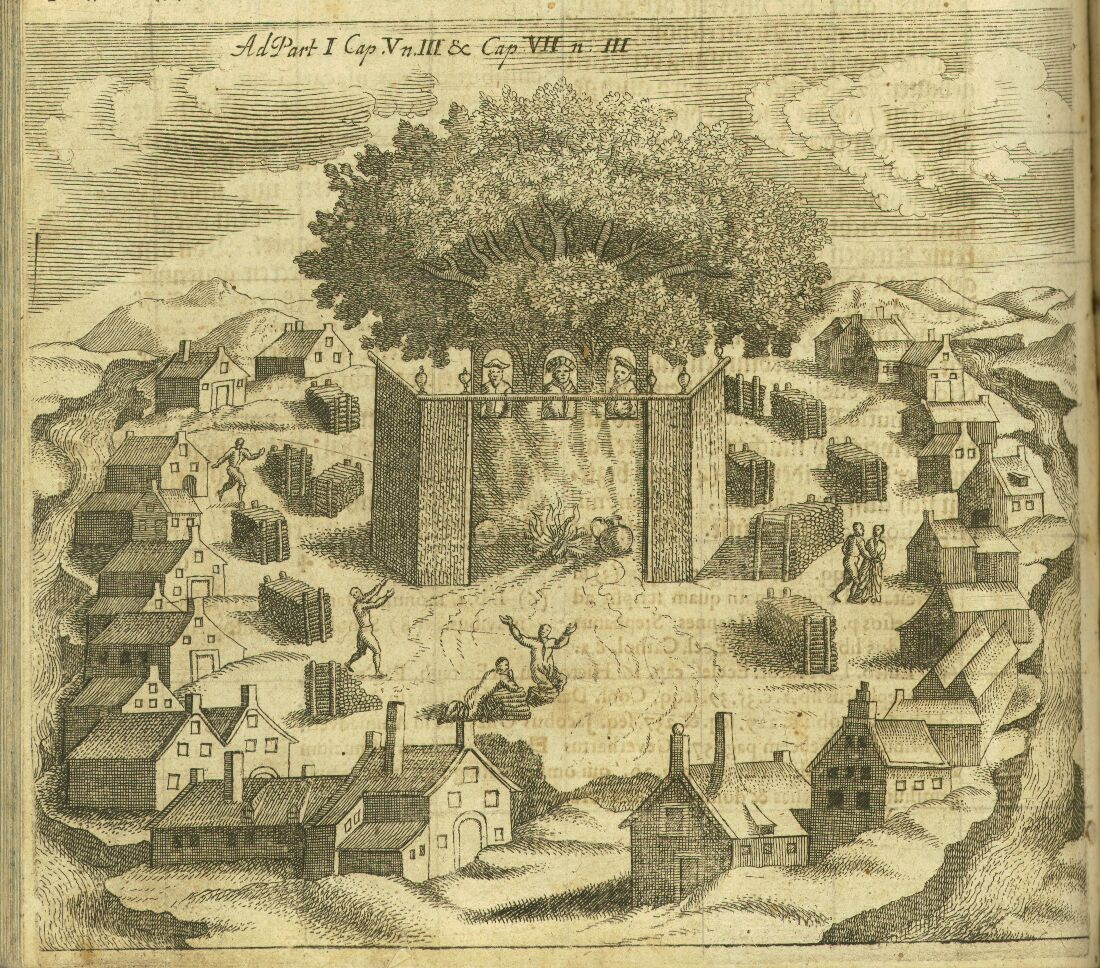
Svatyně Romuva na Sambijském poloostrově, obrázek Simona Grunaua

Romuva nebo Romowe (také Rickojoto ve spisech Simona Grunaua) je legendární (pohanská) ústřední svatyně, chrám či kultovní místo starých Prusů, která se měla nacházet v západní části poloostrova Sambie, tehdy území pohanského kmene Sambů. V dobových pramenech je svatyně zmiňována pouze jednou, a to Petrem z Dusburku roku 1326 s tím, že název svatyně vznikl odvozením od italského Říma. Podle jeho vyprávění žil v Romuvě takzvaný Kriwe-Kriwajto, velekněz neboli „pohanský papež“, který vládl nad náboženstvím všech Baltů, tj. Prusů, Litevců a Livonců. Podle pozdějšího Simona Grunau žijícího v 16. století byla svatyně středobodem pruské mytologie. Přestože panují pochybnosti, zda takové místo skutečně existovalo, litevské novopohanské hnutí Romuva převzalo od legendární svatyně název.

## Popis

Baltské kmeny na počátku 13. století, Sambové (zelená barva)

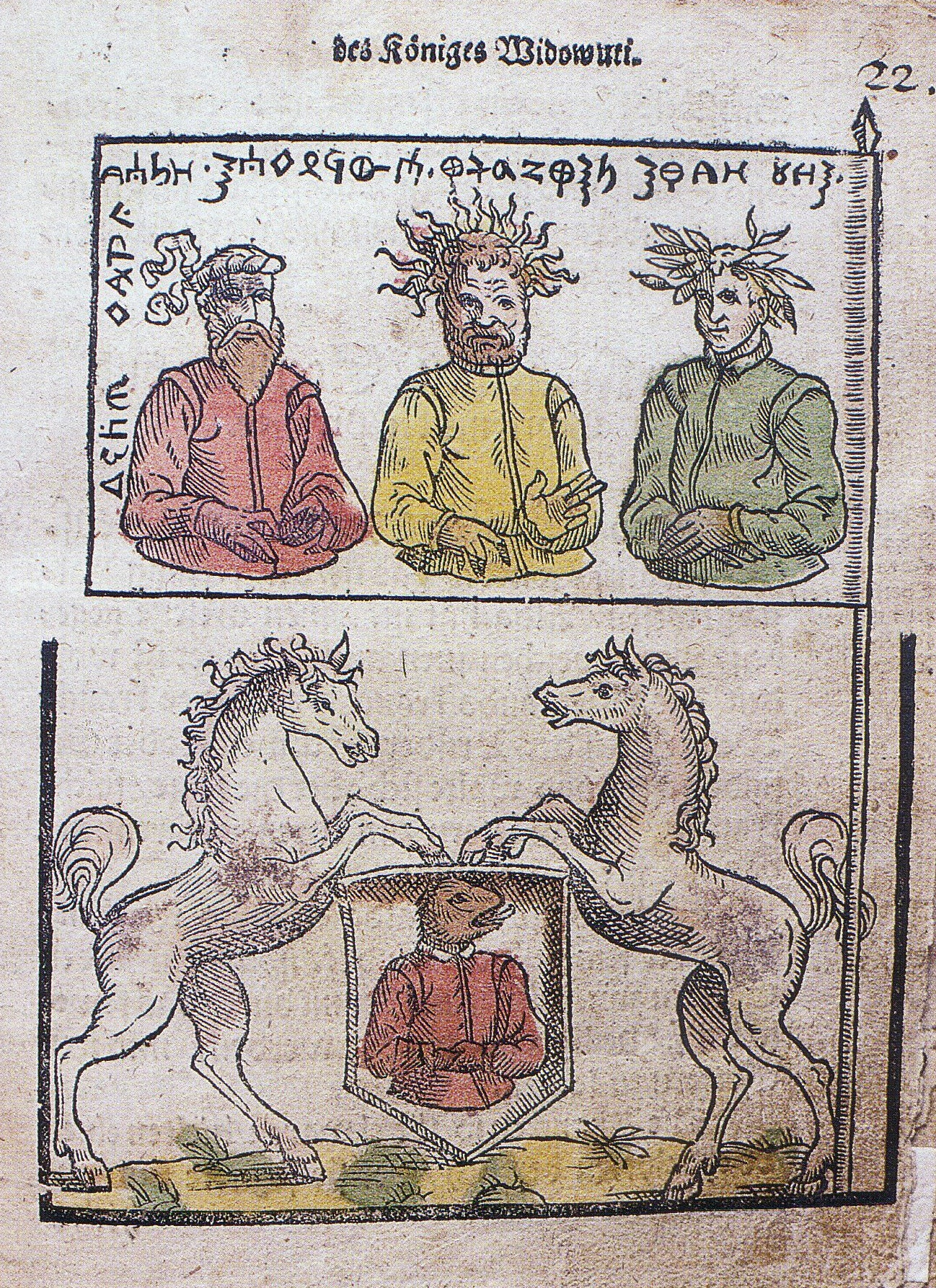
Údajný prapor a znak legendárního vládce Videvuta dle kroniky Simona Grunaua. Na praporu tři hlavní bohové pruské mytologie.

Petr z Dusburku také uvádí, že představitel kultu Kriwe-Kriwajto střežil posvátný plamen a dovedl věštit osud zesnulých stoupenců. Velekněz získával jednu třetinu z válečné kořisti, kterou si z bojů odnášeli pruští válečníci. Poslové tohoto „pohanského papeže“ byli rozpoznatelní podle jakési tyče nebo jiného atributu. Simon Grunau neúplné informace ještě rozšířil o vzhled svatyně, kterou popisuje jako místo věčného ohně, kde se nacházel stále zelený posvátný dub a tři idoly bohů pohanské „trojice“ Potrimpa (boha úrody), Perkuna (boha hromu) a Patolla (boha podsvětí). Svatyni střežili kriwové (kněží) a vestálky (kněžky), přičemž hlavou kultu byl velekněz, kterého Simon nazývá „kriwa kriwů“ (krivių krivaitis).

## Zpochybnění
Zpráva Simona Grunaua se stala populární u romantických historiků. V současnosti panuje skepse ohledně existence takového místa. Hierarchie romuvanského kultu je vzhledem k starému pohanskému náboženství nereálná a pokud by hlavní představitel kultu byl tak významnou politickou osobu, jak ho popsali Simon Grunau a Petr z Dusburku, zcela jistě by nebyl opomenut v dobových dokumentech. Svatyně nebyla nalezena archeology ani Řádem německých rytířů, který ve 13. století ovládl Nadruvii. Dokument řádových rytířů zmiňuje pouze blûtekirl, který shromažďoval třetinu kořisti od žemaitských válečníků jako oběť bohům. O pruské Romuvě nebo veleknězi se žádný dokument nezmiňuje.